# Chesneya kopetdaghensis
Chesneya kopetdaghensis är en ärtväxtart som beskrevs av Antonina Georgievna Borissova. Chesneya kopetdaghensis ingår i släktet Chesneya och familjen ärtväxter. Inga underarter finns listade i Catalogue of Life.